# Liste der Nummer-eins-R&B-Alben in den USA (1969)
Dies ist eine Liste der Nummer-eins-Alben in den von Billboard ermittelten Verkaufscharts für R&B-Alben in den USA im Jahr 1969. In diesem Jahr gab es neun Nummer-eins-Alben.
| ← 1968 ← | Liste der Nummer-eins-R&B-Alben in den USA | Liste der Nummer-eins-R&B-Alben in den USA  | Liste der Nummer-eins-R&B-Alben in den USA     | 1970 →                    |
| \| Zeitraum \| Wo. ges. \| Interpret \| Titel \| Zusätzliche Informationen \| \| (Zeitraum, Wochen auf Platz eins, Interpret, Titel, zusätzliche Informationen) \| \| \| \| \| \| ------------------------------------------------------------------------------ \| -------- \| ------------------------------------------- \| ------------------------------------------------- \| ------------------------- \| \| 28. Dezember 1968 – 17. Januar 1969 3 Wochen (insgesamt 4) \| 4 \| Diana Ross & The Supremes & The Temptations \| Diana Ross & the Supremes Join The Temptations[1] \| - \| \| 18. Januar 1969 – 28. Februar 1969 6 Wochen (insgesamt 6) \| 6 \| Diana Ross & The Supremes & The Temptations \| The Original Sound Track From TCB[2] \| - \| \| 1. März 1969 – 28. März 1969 4 Wochen (insgesamt 4) \| 4 \| Aretha Franklin \| Soul ’69[3] \| - \| \| 29. März 1969 – 20. Juni 1969 12 Wochen (insgesamt 12) \| 12 \| The Temptations \| Cloud Nine[4] \| - \| \| 21. Juni 1969 – 4. Juli 1969 2 Wochen (insgesamt 2) \| 2 \| Marvin Gaye \| M.P.G.[5] \| - \| \| 5. Juli 1969 – 11. Juli 1969 1 Woche (insgesamt 13) \| 13 \| The Temptations \| Cloud Nine \| - \| \| 12. Juli 1969 – 25. Juli 1969 2 Wochen (insgesamt 2) \| 2 \| David Ruffin \| My Whole World Ended[6] \| - \| \| 26. Juli 1969 – 22. August 1969 4 Wochen (insgesamt 4) \| 4 \| Aretha Franklin \| Aretha’s Gold[7] \| - \| \| 23. August 1969 – 31. Oktober 1969 10 Wochen (insgesamt 10) \| 10 \| Isaac Hayes \| Hot Buttered Soul[8] \| - \| \| 1. November 1969 – 26. Dezember 1969 8 Wochen (insgesamt 8) \| 8 \| The Temptations \| Puzzle People[9] \| - \| |                                            |                                             |                                                |                           |
| ← 1968 |                                            |                                             |                                                | → 1970 →                  |
| Zeitraum | Wo. ges.                                   | Interpret                                   | Titel                                          | Zusätzliche Informationen |
| (Zeitraum, Wochen auf Platz eins, Interpret, Titel, zusätzliche Informationen) |                                            |                                             |                                                |                           |
| 28. Dezember 1968 – 17. Januar 1969 3 Wochen (insgesamt 4) | 4                                          | Diana Ross & The Supremes & The Temptations | Diana Ross & the Supremes Join The Temptations | -                         |
| 18. Januar 1969 – 28. Februar 1969 6 Wochen (insgesamt 6) | 6                                          | Diana Ross & The Supremes & The Temptations | The Original Sound Track From TCB              | -                         |
| 1. März 1969 – 28. März 1969 4 Wochen (insgesamt 4) | 4                                          | Aretha Franklin                             | Soul ’69                                       | -                         |
| 29. März 1969 – 20. Juni 1969 12 Wochen (insgesamt 12) | 12                                         | The Temptations                             | Cloud Nine                                     | -                         |
| 21. Juni 1969 – 4. Juli 1969 2 Wochen (insgesamt 2) | 2                                          | Marvin Gaye                                 | M.P.G.                                         | -                         |
| 5. Juli 1969 – 11. Juli 1969 1 Woche (insgesamt 13) | 13                                         | The Temptations                             | Cloud Nine                                     | -                         |
| 12. Juli 1969 – 25. Juli 1969 2 Wochen (insgesamt 2) | 2                                          | David Ruffin                                | My Whole World Ended                           | -                         |
| 26. Juli 1969 – 22. August 1969 4 Wochen (insgesamt 4) | 4                                          | Aretha Franklin                             | Aretha’s Gold                                  | -                         |
| 23. August 1969 – 31. Oktober 1969 10 Wochen (insgesamt 10) | 10                                         | Isaac Hayes                                 | Hot Buttered Soul                              | -                         |
| 1. November 1969 – 26. Dezember 1969 8 Wochen (insgesamt 8) | 8                                          | The Temptations                             | Puzzle People                                  | -                         |